# Ратко Гајица
Ратко Гајица (Какањ, 23. новембар 1943) је хрватски правник и политичар. Био је политички представник српске националне мањине у Хрватском сабору од 2003. до 2011. године.

## Биографија
Дипломиао је на Правном факултету у Сплиту.
У Хрватски сабор изабран је у два мандата, на парламентарним изборима 2003. и изборима 2007. године као кандидат Самосталне демократске српске странке (СДСС). У првом мандату је био потпредседник Одбора за људска права и права националних мањина и члан Одбора за имиграцију. У другом мандату био је потпредседник Одбора за представке и притужбе, члан Одбора за законодавство, Одбора за људска права и права националних мањина, Одбора за избор, именовања и управне послове и Мандатно-имунитетске комисије
Из СДСС-а је искључен почетком 2010. године пошто се није држао предизборних договора са руководством Странке да после половине мандата када оствати прави на пензију своје место препусти свом заменику Јовану Ајдуковићу. После брисања из чланста у Странци остао је у Хрватском сабору у посланичком клубу СДСС-а.
Био је члан Савета за националне мањине Републике Хрватске од 2003. до 2011. године године.
Ожењен је за Боју Гајица и отац је двоје деце.